# Lancaster megye (Nebraska)
Lancaster megye az Amerikai Egyesült Államokban, azon belül Nebraska államban található. Megyeszékhelye és legnagyobb városa Lincoln. Lakosainak száma 322 608 fő (2020. április 1.). Lancaster megye Saunders, Cass, Otoe, Johnson, Gage, Saline, Seward és Butler megyékkel határos.

## Népesség
A megye népességének változása:
| Lakosok száma | 286 126 | 289 704 | 293 400 | 297 036 | 306 468 | 322 608 |
|               | 2010    | 2011    | 2012    | 2013    | 2015    | 2020    |